# 松平賴豐
松平賴豐（日语：〔〕／ Matsudaira Yoritoyo，1680年10月12日—1735年12月4日），日本江戶時代中期大名，讚岐高松藩第三代藩主。他是水戶藩第一代藩主德川賴房曾孫，叔祖父兼養祖父是水戶藩2代藩主德川光圀。

## 生涯
松平賴豐在延寶八年出生，父親是高松藩第一代藩主松平賴重第四子賴侯。元祿十七年（1704年）第二代藩主賴常隱居，作為養子的他繼承家督。受享保大饑荒影響，藩內財政十分艱苦、他削減藩士的知行以紓解財政壓力，另一方面，他也減輕了貧苦人民的租稅。
享保二十年（1735年），他在江戶去世，虛歲56歲。
賴豐的長子德川宗堯繼承了本家水戶德川家，而取代的嫡子賴治又早逝，結果要由一門松平大膳家迎來賴桓作婿養子繼承。